# Китайгородська волость (Кобеляцький повіт)
Китайгородська волость — адміністративно-територіальна одиниця Кобеляцького повіту Полтавської губернії з центром у містечку Китай-Город.
Старшинами волості були:
- 1904 року поселенець Ігнатій Романович Романенко[1];
- 1913 року Олексій Савич Серга[2];
- 1915 року поселенець Роман Опанасович Риленко[3].